# رووباک (کارولینای جنوبی)
رووباک(به انگلیسی: Roebuck) شهری در ایالت کارولینای جنوبی کشور ایالات متحده آمریکا است که جمعیت آن در سرشماری سال ۲۰۱۰ میلادی، ۲٬۲۰۰ نفر بوده‌است.